# グルジャ県
グルジャ県（グルジャけん）は、中華人民共和国新疆ウイグル自治区イリ・カザフ自治州に位置する県。

## 行政区画
8鎮、9郷、1民族郷を管轄：
- 鎮：
  - ジェリユズィ鎮（吉里于孜鎮）
  - デョンマザル鎮（墩麻扎鎮）
  - イェンギタム鎮（英塔木鎮）
  - フディヤルユズィ鎮（胡地于孜鎮）
  - バイトカイ鎮（巴依托海鎮）
  - アラオステン鎮（阿熱吾斯塘鎮）
  - サミユズィ鎮（薩木于孜鎮）
  - カス鎮（喀什鎮）
- 郷
  - トゥルパンユズィ郷（吐魯番于孜郷）
  - カラヤガチ郷（喀拉亜尕奇郷）
  - 武功郷
  - サディクユズィ郷（薩地克于孜郷）
  - ウイグル・ユチョン郷（維吾爾玉其温郷）
  - マザル郷（麻扎郷）
  - オンヤル郷（温亜爾郷）
  - エウリヤ郷（阿烏利亜郷）
  - チュルカイ郷（曲魯海郷）
- 民族郷：ユチョン回族郷（愉群翁回族郷）
- 七十団
- 青年農場、ドラン農場（多浪農場）

## 交通

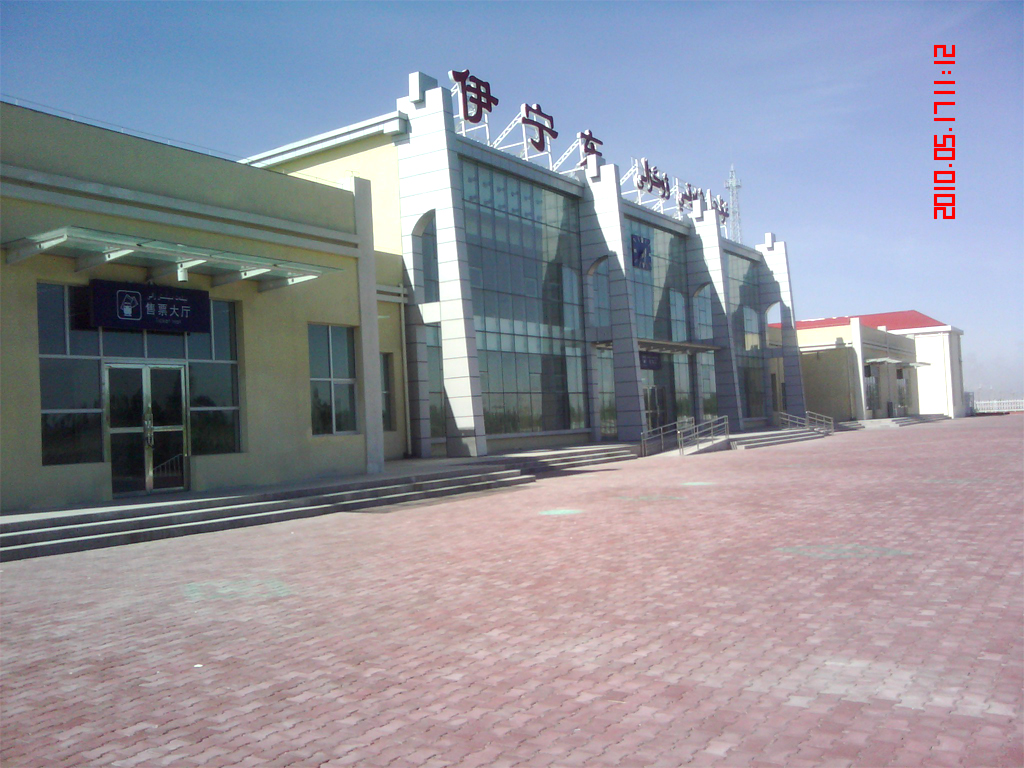
伊寧東駅

### 鉄道
- 中国鉄路総公司
  - 精伊霍線
    - 伊寧東駅

### 道路
- 国道
  - G218国道